# Ādolfs Skulte
Ādolfs Skulte (* 15.jul. / 28. Oktober 1909greg. in Kiew; † 20. März 2000 in Rīga) war ein lettischer Komponist.

## Leben
Ādolfs Skulte, der Sohn eines Letten und einer Italienerin, wuchs in Kiew auf, bevor seine Familie 1921 zurück nach Lettland zog. Zunächst begann er an der Universität Lettlands ein Ingenieurstudium (1928 bis 1931), doch entschied er sich dann für die Musik. Von 1930 bis 1934 studierte er am Lettischen Konservatorium bei Jāzeps Vītols Komposition, danach war er bis 1936 dessen Meisterschüler. Ab 1936 gab er selbst Kompositionsunterricht an diesem Institut, das später nach seinem Lehrer benannt wurde. Im Jahre 1952 wurde er zum Professor für Komposition ernannt, zeitweise leitete er die Fakultät für Komposition. Skulte unterrichtete bis 1996. Unter seinen Schülern waren viele namhafte Komponisten wie Romualds Grīnblats, Romualds Kalsons, Imants Kalniņš oder Mārtiņš Brauns, weshalb er als einer der bedeutendsten Pädagogen seines Landes galt. Sein Bruder Bruno (1905–1976) war ebenfalls Komponist.

## Stil
Skultes Tonsprache basiert auf der Musik der Romantik, zeigt aber auch Einflüsse der Musik des Impressionismus. Sie ist klar national geprägt, wobei auch südliche, italienische Einflüsse vernehmbar sind. Charakteristisch sind eine epische bis lyrische Grundhaltung und die Vorherrschaft der melodischen Erfindung. Skulte bekannte sich zur Tonalität und benutzte stets üppige Klangfarben. Er orientierte sich am Sozialistischen Realismus und schuf Musik voller Optimismus und Pathos. Auch die Wahl seiner Sujets ist oft zeitbezogen. Besonders trat er als Komponist von Orchester- und Chorwerken hervor. Skulte gilt als einer der wichtigsten lettischen Komponisten seiner Generation und repräsentiert den Typus des konservativen Nationalkomponisten sowjetischer Prägung.

## Werke
- Orchesterwerke
  - Sinfonie Nr. 1 f-Moll Über den Frieden (1954)
  - Sinfonie Nr. 2 gis-Moll Ave Sol nach Worten von Rainis für Soli, Chor und Orchester (1959)
  - Sinfonie Nr. 3 c-Moll Kosmische (1963)
  - Sinfonie Nr. 4 A-Dur Jugend (1965)
  - Sinfonie Nr. 5 (1974)
  - Sinfonie Nr. 6 (1976)
  - Sinfonie Nr. 7 Schützt die Natur! für Chor und Orchester (1981)
  - Sinfonie Nr. 8 (1984)
  - Sinfonie Nr. 9 (1987)
  - Wellen, Sinfonische Dichtung (1934)
  - Choreographisches Poem (1957)
  - Ouvertüre (1987)
  - Filmmusik
- Bühnenwerke
  - Prinzessin Gundega, Oper (1971)
  - Eža kažociņš (Das Igelpelzchen), Oper (1979)
  - Die Fabel von der dummen kleinen Maus, Kinderoper (1984)
  - Sakta [Brosche] der Freiheit, Ballett (1950, rev. 1955)
  - Frühlingsgewitter, Ballett (1967)
- Vokalmusik
  - Rīga, Kantate (1951)
  - Es gibt nur eine Partei für uns, Kantate (1961)
  - Echo, Kantate (1969)
  - Alarm, Ballade für Chor und Orchester (1975)
  - Trockne deine Tränen, Vaterland!, Oratorium (1979)
  - Quasi una sonata per coro da camera (1984)
  - etliche Chorlieder
  - Lieder für Singstimme und Klavier
- Kammer- und Klaviermusik
  - Streichquartett (1936)
  - Toccatina für Violinensemble (1965)
  - Aria für Violoncello und Klavier (1943)
  - Werke für Bläser und Klavier
  - Klaviersonate (1934)
  - Sonatine für Klavier (1956)
  - einige Klavierstücke